# Памятник П. П. Ершову (Тобольск)
Памятник Петру Павловичу Ершову установлен в Тобольске в сквере им. Ершова. Он располагается в нагорной части города недалеко от Тобольского кремля.
Памятник был открыт в 2008 г., когда в рамках благоустройства сквера в преддверии 420-летия Тобольска было решено украсить его памятником писателю и его сказочным героям. Автором памятников Ершову и его персонажам выступил народный художник России Михаил Владимирович Переяславец.
Скульптура изображает молодого писателя с книгой и пером в руках. К его ногам прижимается маленький Конёк-горбунок, стоящий на задних ногах. Надпись на памятнике простая, в старорусском стиле: «ПЕТРЪ ПАВЛОВИЧЬ ЕРШОВЪ».
Сквер также украшают персонажи сказки Ершова «Конёк-Горбунок»: скульптура Иванушки с Коньком-горбунком, Жар-птица, Кит с Тобольским кремлём на спине и Царь, прыгающий в котёл.

## Галерея

Иван и Конёк-горбунок
Царь, залезающий в котёл
Чудо-юдо рыба-кит
Жар-птица